# Richard Gough
Pour les articles homonymes, voir Gough.
Ne doit pas être confondu avec Richard Gough (historien).
Charles Richard Gough, né le 5 avril 1962 à Stockholm, est un footballeur écossais, qui joua pour les Glasgow Rangers et l'équipe nationale d'Écosse au poste de défenseur central (1,83 m, 76 kg). Il fait partie du Rangers FC Hall of Fame et du Scottish Football Hall of Fame, depuis 2006, lors de la troisième session d'intronisation. Il fait partie du Tableau d'honneur de l'équipe d'Écosse de football, où figurent les internationaux ayant reçu plus de 50 sélections pour l'Écosse, étant inclus en juin 1990.

## Carrière en club
Né d'un père écossais et d'une mère suédoise, Richard Gough grandit en Afrique du Sud et commença sa carrière pour le club de Wits University à Johannesbourg en 1980. Il fit un essai avec les Glasgow Rangers mais ne fut pas pris. Il parvint à signer un précontrat avec Charlton Athletic, où son père avait joué en professionnel, mais dut repartir en Afrique du Sud. Il finit par être engagé par un autre club écossais, Dundee United en 1980, où il joua pendant six saisons, remportant au passage un championnat d'Écosse en 1983. 
En 1986, il fut vendu à Tottenham Hotspur pour £750 000, mais n'y joua qu'un an à peine, sans parvenir à s'imposer réellement. À l'automne 1987, Graeme Souness, manager des Glasgow Rangers, n'eut aucun mal à l'attirer et mit £1,1m sur la table pour attirer ce défenseur central pas très grand mais au jeu de tête puissant, ce qui fit de Gough le premier joueur écossais à être vendu pour plus d'un million de livres sterling. Il resta au club pendant jusqu'en 1997, participant à la série record de neuf titres de champion consécutifs (deux autres joueurs de l'équipe l'ont accompagné dans cet exploit : Ian Ferguson et Ally McCoist), dont sept en tant que capitaine. 
En 1997, Gough partit pour les États-Unis dans la toute nouvelle Major League Soccer.  Il y resta deux saisons, la première avec les Wizards de Kansas City, la seconde avec le Clash de San José. Il ne joua qu’une trentaine de matches mais fut élu dans l'équipe-type du championnat en 1997. Entre-temps, il revint jouer une saison pour les Rangers. Après son périple américain, il s'engagea avec Nottingham Forest avant de finir sa carrière par deux années à Everton, à l'âge de 39 ans.
Son palmarès est exceptionnel, avec notamment dix titres de champion d'Écosse.

## Carrière en équipe nationale
Gough fut aussi un pilier de l'équipe nationale écossaise. Il obtint en 1983 contre la Suisse la première de ses 61 sélections (6 buts). Il participa aux coupes du monde 1986 et 1990, ainsi qu'au championnat d'Europe 1992 en Suède, le pays de sa naissance. Il finit par renoncer volontairement à la sélection en 1993 après plusieurs conflits avec les sélectionneurs Andy Roxburgh et Craig Brown.

## Carrière d'entraîneur
Le 30 novembre 2004, Gough s'engagea avec le club de première division écossaise de Livingston, mais démissionna dès mai 2005, bien qu'il eût sauvé l'équipe de la relégation.

## Palmarès

### En club
- Champion d'Écosse en 1983 avec Dundee United et en 1989, en 1990, en 1991, en 1992, en 1993, en 1994, en 1995, 1996 et en 1997 avec les Glasgow Rangers
- Vainqueur de la Coupe d'Écosse en 1992, en 1993 et en 1996 avec les Glasgow Rangers
- Vainqueur de la Coupe de la Ligue d’Écosse en 1988, en 1989, en 1991, en 1993, en 1994 et en 1997 avec les Glasgow Rangers

### EnÉquipe d'Écosse
- 61 sélections et 6 buts de 1983 à 1993
- Participation à la Coupe du Monde en 1986 (Premier Tour) et en 1990 (Premier Tour)
- Participation au Championnat d'Europe des Nations en 1992 (Premier Tour)

### Distinctions individuelles
- Élu meilleur joueur écossais par les joueurs en 1986
- Élu meilleur joueur écossais par les journalistes en 1989